# キューバ鉄道

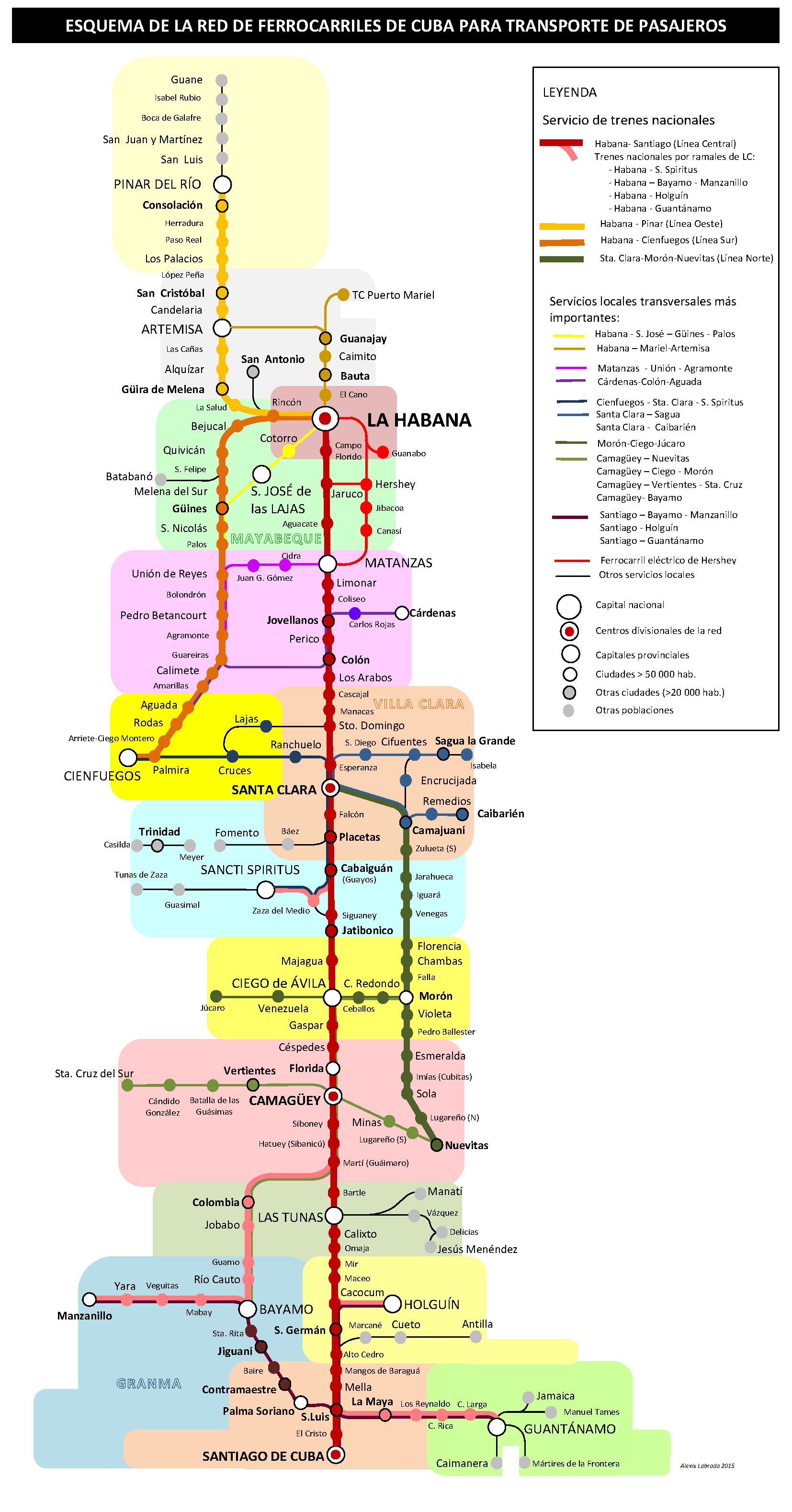
キューバ鉄道の旅客路線図

キューバ鉄道（西:Ferrocarriles de Cuba, FCC）は、キューバ共和国における旅客輸送と貨物輸送を担っている国有鉄道会社であり、西インド諸島における随一の鉄道事業者である。

## 路線
キューバ国鉄は1,435mmの標準軌を採用しており、その路線は、キューバの西端であるグアネ（ピナール・デル・リオ州）から、東端のグアンタナモまで広がっている。長さ835kmの「中央線」は、ハバナから、東部のサンティアゴ・デ・クーバまでを結んでいる。キューバ国鉄のフラッグシップである「1号列車」も、ハバナとサンティアゴ・デ・クーバの間で運行されている。その他の長距離旅客路線として、ハバナからピナール・デル・リオ（西部線）、シエンフエゴス（南支線）、サンクティ・スピリトゥス、バヤモ・マンサニヨ、グアンタナモを結ぶ路線がある。キューバ国鉄は、キューバ国内の6つの1級港湾（ハバナ、マリエル、マタンサス、ヌエビタス、サンティアゴ・デ・クーバ）を結び、そして全ての州都を結んでいる。キューバ国鉄の総延長4,226kmのうちほとんどが非電化であり、140kmだけが電化されている。
「ハーシー電鉄」（現在のハーシー線）は、ハバナとマタンサスの間の電化路線であり、ザ・ハーシー・カンパニーが1916年に砂糖プランテーションを購入した際に、労働者と生産品を輸送するために建設した。現在もこの路線は、ハバナ北部とマタンサス間の通勤路線として、ハーシー電鉄時代の設備を使用して運行されている。

## 歴史

### 植民地時代
キューバの鉄道の歴史は、当時キューバの摂政女王であったマリア・クリスティーナ・デ・ボルボン＝ドス・シシリアスが、キューバで最初の鉄道建設を承認した、1834年10月12日に始まった。1836年には、ガスパル・ベタンコート・シスネロスが、"Ferrocarril de Camagüey a Nuevitas"と呼ばれる馬車鉄道を、カマグエイに設立した。ラテンアメリカで最初の蒸汽鉄道路線である「ハバナ鉄道会社」は、1837年11月19日に、ハバナとベユカル間、27.5kmの路線として開業した。この時点で、キューバの宗主国であるスペインには、まだいかなる鉄道路線も存在していなかった。この、27.5kmの路線は、1839年11月19日にはさらに17km先のグイネスまで伸び、1843年12月には、サン・フェリペとバタバーノの2都市もこの路線網に加えられた。1847年には17km、1848年には21km、そして1849年にも21km延伸し、鉄道網は拡張された。
1859年2月3日には、ハバナで最初の路面電車である「ハバナ都市鉄道」が開業した。

### 革命前

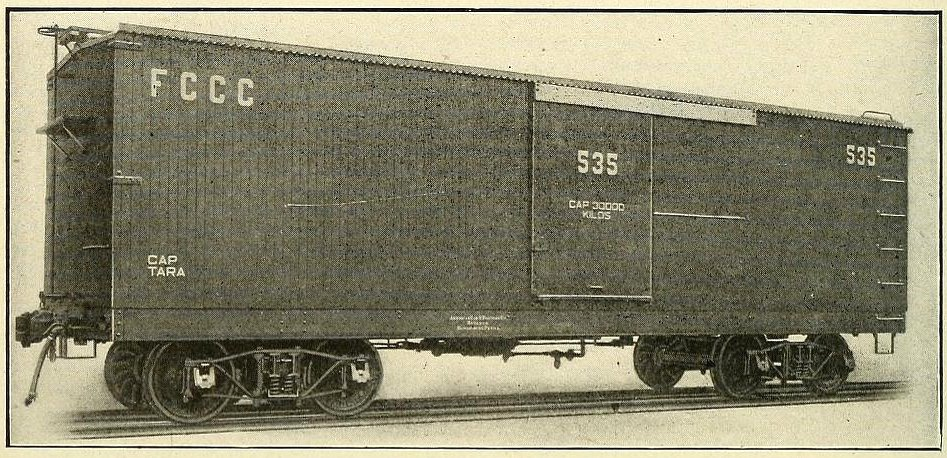
1913年頃キューバ中央鉄道でサトウキビ運搬に使用されていた貨車

アメリカ生まれのカナダ人鉄道経営者、サー・ウィリアム・ヴァン・ホーンは、20世紀初頭のキューバの鉄道網拡大を支援した。彼は、1900年に設立された「キューバ鉄道会社」に投資した。
1924年、「キューバ鉄道」と「キューバ連絡鉄道」との紛争をきっかけに、現在に至る「キューバ鉄道」が設立された。その他、1916年設立の「キューバ北部鉄道」や「トゥナス・デ・ザザ鉄道」「グアンタナモ西部鉄道」なども、すべて1920年代にキューバ鉄道へ合併された。
1940年から1959年にかけて、キューバの旅客列車はバッド社とフィアット社からディーゼルエンジンを搭載した気動車車両を導入したことにより近代化された。これらの車両は、ハバナ - サンティアゴ・デ・クーバ間などの主要路線で4両程度の編成を構成し、中速の列車に投入された。また同時期には、ハバナとキューバ東部地方との間に4社または5社の主要な会社による大規模な都市間バス網も競うように開設された。
そして、いくつかの砂糖工場では、老朽化した蒸気機関車を電気式ディーゼル機関車に切り替えた。
1958年時点で、キューバは他のどの国よりも平方マイルあたりでより多くの鉄道網を構築していた。
また、革命以前は、マイアミとハバナの間に鉄道連絡船が運行されていた。

### 革命後

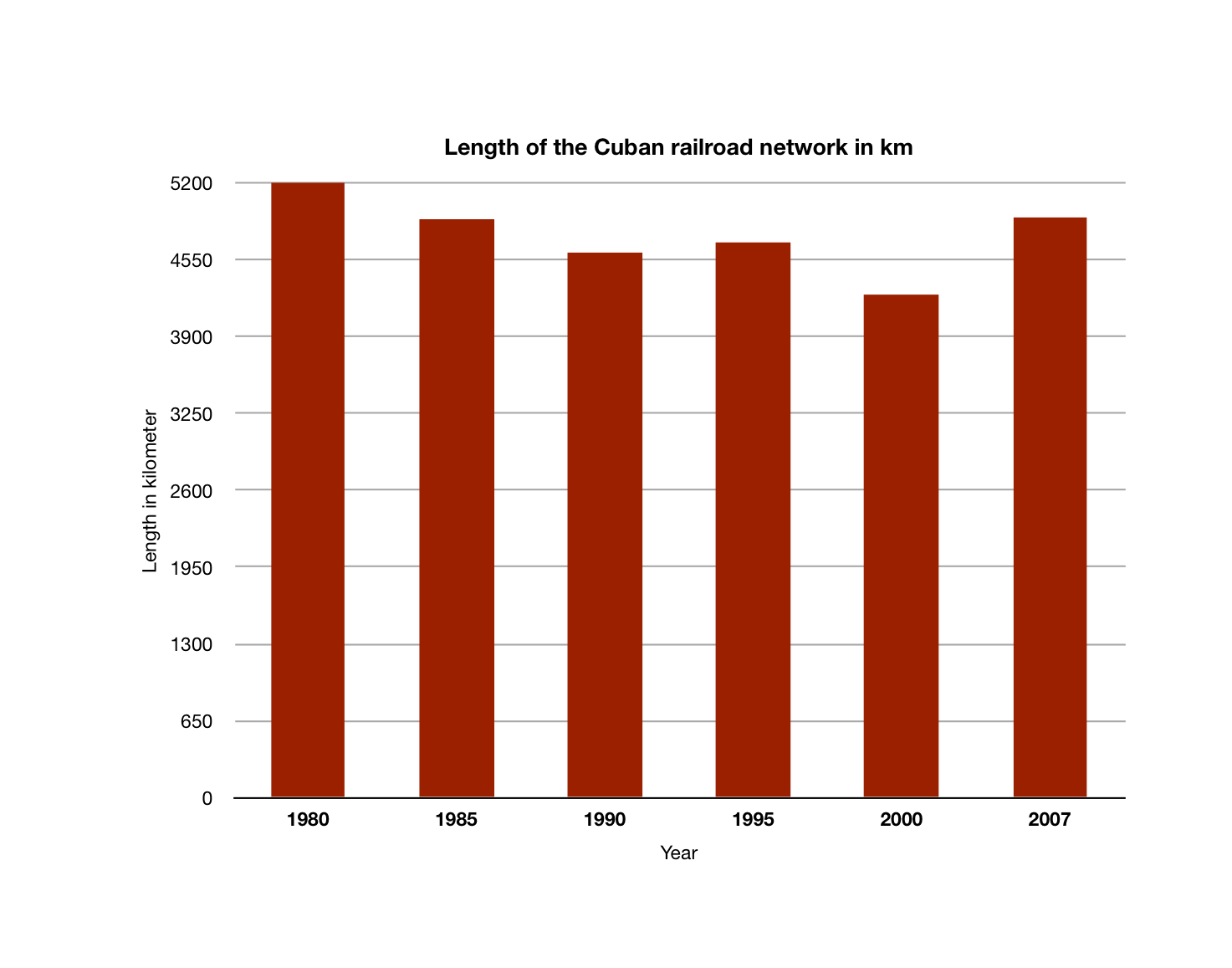
1980年から2007年にかけてのキューバ鉄道網の営業距離数推移を示す図表

1958年12月の、サンタクララの戦いにおけるフルヘンシオ・バティスタ政府軍装甲列車の破壊は、キューバ革命の成功における重要な足がかりとなった。
1959年のキューバ革命終結後、公営と私営の鉄道網を国有化することにより、「キューバ国営鉄道」が設立された。ただし、「MINAZ」は、主に砂糖製品を輸送するために、独自の鉄道網を運営し続けた。
革命により交通システムが国有化された後、数十年に渡り鉄道関連機器の主たる供給元だったアメリカから交換部品を入手できなくなったことや、効率的なシステムを壊してしまったことと相まって、サービス競争の欠如や、国防費のへの予算流用により、キューバ鉄道の状態は徐々に悪化していった。
1963年から1966年にかけて、イギリス国鉄の支援により、タイプ4型（後のタイプ47型）機関車に基づいた新しい機関車を入手した。これは、ダービシャーのハットンにあるクレイトン社で組み立てられた 。
キューバ危機の後、アメリカの禁輸措置に伴い新しい鉄道車両を購入することは難しくなった。幾つかの車両は、ユーゴスラビアのような第三国を介して届けられた。例えば、イギリス製の機関車は、ユーゴスラビア籍の船舶を使用してハルから出荷された。
その後、キューバは、禁輸措置の影響を受けていない友好国から、新しい列車や機関車を入手することが出来るようになった。5両のRSC18型機関車がカナダから届き、スペインのカタルーニャ公営鉄道からは9両の電車(ハーシー線用)が届いた。
また、2000年以降キューバの鉄道網は加速度的に設備向上を達成した。カナダ・メキシコ、そしてヨーロッパ諸国から次々と新たな鉄道車両が届いたが、これらの大半は中古であった。
例えば、2002年にはドイツから、旧東ドイツ国鉄の171型機関車を購入した。
それに平行し中華人民共和国はキューバのための鉄道車両の新たな供給元となった。2006年には東風7G（DF7G）型機関車を12両キューバに引き渡した。また、引退した車両の一部もキューバに売却した。　
キューバで稼働する大半の機関車がディーゼルとなり、蒸気機関車は砂糖産業や観光業のために一握りの数が残るのみとなった。

### 近年の発展
2007年9月25日に、ベネズエラ社会経済開発銀行（BANDES）が、キューバの交通当局との間で、キューバの鉄道網のインフラ整備と修理のために1億ドルを投資するとの合意に達した。これにより、40km/hから100km/hにキューバの鉄道列車の平均速度を高めることが期待されている。また、契約の一環として、キューバの技術者が、ベネズエラの鉄道網における同様のプロジェクトに参加した。
同年10月には、キューバ鉄道は200両の客車と550両の貨車を、イランのWagon Pars社に発注した。
2010年5月に、キューバ政府は鉄道網修復と、新しい車両の購入、さらに鉄道労働者を訓練する4つのセンター開設という幅広い計画を発表した。

## 運用中の車両一覧
以下に貨車と保線車両を除く運用中の車両を示す（休車となっている車両・形式も含める）。製造国は製造当時を基準とした。
| 形式                         | 製造工場                                                       | 車両数                                              | 備考 | 画像     |
| ---------------------------- | -------------------------------------------------------------- | --------------------------------------------------- | --- | -------- |
| TE114K形ディーゼル機関車     | ソ連・ヴォロシロフグラード機関車工場                           | 108                                                 | ソ連国鉄TE114形ディーゼル機関車の関連形式。 現在は運用から離脱。                                                                                        |          |
| TEM2TKディーゼル機関車       | ソ連・ブリャンスク機械工場                                     | 79                                                  | |          |
| DVM-9ディーゼル機関車        | ハンガリー・ガンツ・マーバグ                                   | 70                                                  | |          |
| MX624ディーゼル機関車        | カナダ・モントリオール・ロコモティブ・ワークス（MLW）          | 50                                                  | 1975年に輸入 。 |          |
| GM900形ディーゼル機関車      | アメリカ・エレクトロ・モーティブ・ディーゼル（EMD)             | 51                                                  | EMDによる多国籍展開ブランドのディーゼル機関車形式G8形の一つ。                                                                                           |          |
| TEM4形ディーゼル機関車       | ソ連・ブリャンスク機械工場                                     | 40                                                  | |          |
| 040-DEディーゼル機関車       | フランス・Brissonneau et Lotz                                  | 42                                                  | フランス国鉄 BB 63000形ディーゼル機関車と同型。 |          |
| TEM15ディーゼル機関車        | ソ連・ヴォロシロフグラード機関車工場                           | 25                                                  | |          |
| 61形ディーゼル機関車         | ソ連・ヴォロシロフグラード機関車工場                           | 20                                                  | メーカー制式はM62K形ディーゼル機関車。 1974年から1975年にかけて製造。現在は2両が休車、1両が博物館で保存。                                               |          |
| C30-7ディーゼル機関車        | アメリカ・GEトランスポーテーション・システムズ                 | 19                                                  | メキシコ国鉄より導入。 |          |
| DF7G-Cディーゼル機関車       | 中国・中国北車北京2月7日機関車工場                             | 159                                                 | 2005年 - 2006年に47両・2008年 - 2010年に112両を導入。                                                                                                   |          |
| DF7K-Cディーゼル機関車       | 中国・中国北車                                                 | 5                                                   | 2008年に導入。 |          |
| GMD1ディーゼル機関車         | カナダ・ゼネラルモータース・ディーゼル電気機関車部門           | 20                                                  | 1999年にカナディアン・ナショナル鉄道から供与。 |          |
| TGM8形ディーゼル機関車       | ロシア・リウディノヴォ車両工場                                 | 75 2020年現在は43                                   | 2017年から2021年にかけて75両が導入予定。 |          |
| ブリル製気動車               | アメリカ・ブリル                                               |                                                     | 様々な形態が存在する。 1930年代にアメリカ国内で製造・使用された車両の中古も存在。                                                                       |          |
| RDC                          | アメリカ・バッド社                                             | 新車で導入 - 15または16 カナダ・VIA鉄道から供与 - 5 | 新車で導入された車両は機関撤去で客車として運用。 VIA鉄道から1998年に供与された車両は冷房撤去、さらに一部は機関撤去で客車として使用。                    |          |
| FIAT気動車                   | イタリア・FIAT Ferroviaria                                     |                                                     | 新車で導入。 冷房完備。 番号は2000/2050番台。 |          |
| FIAT気動車                   | アルゼンチン・FIAT-Materfer                                    | 50                                                  | 上記のFIAT気動車の増備車であり、新車で導入。 冷房完備。 番号は2111 - 2160。                                                                             |          |
| 2502形気動車                 | ソ連・リガ車両製作工場                                         | 5（1編成）                                          | メーカー制式はDR6形。 新車で導入。 踏切事故により休車。                                                                                                 |          |
| DM11形気動車                 | スペイン・アルストムスペイン 元MACOSA                          | 6                                                   | フィンランド国鉄が発注したものの、車両重量他が同国鉄の規格に合わなかったことから余剰となっていたところを中古で購入。 冷房撤去し、一部は客車として使用。 |          |
| Y1形気動車                   | イタリア・FIAT Ferroviaria スウェーデン・Kalmar Verkstad       |                                                     | 「ノルウェーより中古で取得」と伝えられるが、詳細は不明。                                                                                                |          |
| BR 771形レールバス           | 東ドイツ・VEBバウツェン客車工場                                | 17                                                  | 全て2000年以降に購入 。 |          |
| BR 971形レールバス           | 東ドイツ・VEBバウツェン客車工場                                | 3                                                   | |          |
| BR 772形レールバス           | 東ドイツ・VEBバウツェン客車工場                                | 15                                                  | |          |
| BR972形レールバス            | 東ドイツ・VEBバウツェン客車工場                                | 22                                                  | |          |
| ロシア製CB10形レールバス     | ロシア・Muromteplovoz                                          |                                                     | 2013年より新車で導入。 |          |
| レールバス                   |                                                                |                                                     | キューバ国内で製造と推定される。 |          |
| FERRO BUS （二軸レールバス） |                                                                |                                                     | キューバ国内で製造と推定される。 |          |
| Ferro Bus （二軸レールバス） |                                                                |                                                     | ロシアもしくはキューバ国内で製造と推定される。 |          |
| 貨車改造客車                 |                                                                |                                                     | 有蓋車をキューバ国内で改造。 様々な形態が存在。 |          |
| Tempo客車                    | カナダ・ホーカーシドレー・カナダ                               |                                                     | メキシコ国鉄より導入。 セミステンレス製。 写真左のビードが見える車両。                                                                                  |          |
| TEE Mistral 69客車           | フランス・Carel et Fouche                                      |                                                     | SNCFより2001年に導入。 下記の中国中車製客車に交代し、現在は定期運用を持たない。                                                                         |          |
| FIAT客車                     | アルゼンチン・FIAT-Materfer                                    |                                                     | 新車で購入。 一等客車は冷房完備と推定される。 | FIAT客車 |
| 日本・メキシコ製客車         | 日本・近畿車輌 メキシコ・Concarril（メキシコ国営鉄道車両製造） |                                                     | メキシコ国鉄より導入。 上写真中央の車両。 冷房装置（AU13）は撤去されており、車内にその吹き出し口（キセ）の撤去跡が見える。                              |          |
| 東ドイツ製客車               |                                                                |                                                     | 近郊形仕様車と中・長距離形仕様車が存在。 写真の機関車が牽引している客車、および左奥に停車している客車。                                                 |          |
| 中国製客車                   | 中国・中国中車                                                 |                                                     | 新車で購入。 一等客車は冷房完備。 |          |

出典はより。
貨物輸送用の車両はソ連をはじめとする東側諸国から導入されたのに対し、旅客輸送用の車両はアルゼンチン、スペイン、カナダ、フランスなどその他の友好国から導入された。日本からは詳細は不明であるものの、日本車輌で製造された「バーバー式」台車NT46を履く、貨車と推定される車両が新車で輸出された記録が残るほか、近畿車輛で製造され、メキシコへ輸出された一等客車の一部が同国から再輸出されている。